# Viorel Frunză
Viorel Frunză est un footballeur international moldave  né le 6 décembre 1979 à Chișinău devenu entraîneur.

## Carrière

### En sélection
Viorel Frunză fait ses débuts en équipe nationale de Moldavie le 12 février 2003 contre la Géorgie.
Il compte 37 sélections et 7 buts avec l'équipe de Moldavie depuis 2003.

## Statistiques

### En sélection

#### Matchs internationaux
| Matchs internationaux de Viorel Frunză | Matchs internationaux de Viorel Frunză | Matchs internationaux de Viorel Frunză | Matchs internationaux de Viorel Frunză | Matchs internationaux de Viorel Frunză |
|                                        | Date                                   | Adversaire                             | Minutes jouées                         | Compétition                            |
| -------------------------------------- | -------------------------------------- | -------------------------------------- | -------------------------------------- | -------------------------------------- |
| 1.                                     | 12 février 2003                        | Géorgie                                | 63e                                    | Match amical                           |
| 2.                                     | 5 mars 2003                            | Israël                                 | 46e                                    | Match amical                           |
| 3.                                     | 7 juin 2003                            | Autriche                               | 85e 60e                                | Éliminatoires Euro 2004                |
| 4.                                     | 11 juin 2003                           | Tchéquie                               | 76e                                    | Éliminatoires Euro 2004                |
| 5.                                     | 9 février 2005                         | Azerbaïdjan                            | 69e                                    | Match amical                           |
| 6.                                     | 30 mars 2005                           | Norvège                                | 89e                                    | Éliminatoires coupe du monde 2006      |
| 7.                                     | 24 mai 2005                            | Roumanie                               | 82e                                    | Match amical                           |
| 8.                                     | 4 juin 2005                            | Écosse                                 | 82e                                    | Éliminatoires coupe du monde 2006      |
| 9.                                     | 3 septembre 2005                       | Biélorussie                            | 86e                                    | Éliminatoires coupe du monde 2006      |
| 10.                                    | 7 septembre 2005                       | Slovénie                               | 83e                                    | Éliminatoires coupe du monde 2006      |
| 11.                                    | 7 février 2007                         | Roumanie                               | 90 min                                 | Match amical                           |
| 12.                                    | 24 mars 2007                           | Malte                                  | 90 min                                 | Éliminatoires Euro 2008                |
| 13.                                    | 28 février 2007                        | Hongrie                                | 46e                                    | Éliminatoires Euro 2008                |
| 14.                                    | 6 juin 2007                            | Grèce                                  | 64e 80e                                | Éliminatoires Euro 2008                |
| 15.                                    | 22 août 2007                           | Lettonie                               | 90 min 23e                             | Match amical                           |
| 16.                                    | 8 septembre 2007                       | Norvège                                | 90 min 67e                             | Éliminatoires Euro 2008                |
| 17.                                    | 13 octobre 2007                        | Turquie                                | 87e 11e                                | Éliminatoires Euro 2008                |
| 18.                                    | 17 octobre 2007                        | Malte                                  | 83e 31e 35e 74e                        | Éliminatoires Euro 2008                |
| 19.                                    | 24 mai 2008                            | Croatie                                | 79e                                    | Match amical                           |
| 20.                                    | 28 mai 2008                            | Arménie                                | 90 min                                 | Match amical                           |
| 21.                                    | 6 septembre 2008                       | Lettonie                               | 90 min                                 | Éliminatoires coupe du monde 2010      |
| 22.                                    | 10 septembre 2008                      | Israël                                 | 69e                                    | Éliminatoires coupe du monde 2010      |
| 23.                                    | 15 octobre 2008                        | Luxembourg                             | 90 min                                 | Éliminatoires coupe du monde 2010      |
| 24.                                    | 3 septembre 2010                       | Finlande                               | 90 min                                 | Éliminatoires Euro 2012                |
| 25.                                    | 7 septembre 2010                       | Hongrie                                | 84e 28e                                | Éliminatoires Euro 2012                |
| 26.                                    | 8 octobre 2010                         | Pays-Bas                               | 46e                                    | Éliminatoires Euro 2012                |
| 27.                                    | 12 octobre 2010                        | Saint-Marin                            | 90 min                                 | Éliminatoires Euro 2012                |

#### Buts internationaux
| #  | Date            | Lieu                                 | Adversaire  | Score | Résultat | Compétition                       |
| -- | --------------- | ------------------------------------ | ----------- | ----- | -------- | --------------------------------- |
| 1. | 7 juin 2003     | Sheriff Stadium, Tiraspol (Moldavie) | Autriche    | 1-0   | 1-0      | Éliminatoires Euro 2004           |
| 2. | 6 juin 2007     | Pankritio Stadium, Héraklion (Grèce) | Grèce       | 1-1   | 1-2      | Éliminatoires Euro 2008           |
| 3. | 22 août 2007    | Skonto Stadions, Riga (Lettonie)     | Lettonie    | 1-0   | 2-1      | Match amical                      |
| 4. | 13 octobre 2007 | Zimbru Stadium, Chișinău (Moldavie)  | Turquie     | 1-0   | 1-1      | Éliminatoires Euro 2008           |
| 5. | 17 octobre 2007 | Ta' Qali Stadium, Ta' Qali (Malte)   | Malte       | 2-0   | 3-2      | Éliminatoires Euro 2008           |
| 6. | 17 octobre 2007 | Ta' Qali Stadium, Ta' Qali (Malte)   | Malte       | 3-0   | 3-2      | Éliminatoires Euro 2008           |
| 7. | 11 octobre 2013 | Stade Zimbru, Chișinău (Moldavie)    | Saint-Marin | 1-0   | 3-0      | Éliminatoires Coupe du monde 2014 |